# Team NetApp/Saison 2011
Dieser Artikel listet Erfolge und Mannschaft des Radsportteams Team NetApp in der Saison 2011 auf.

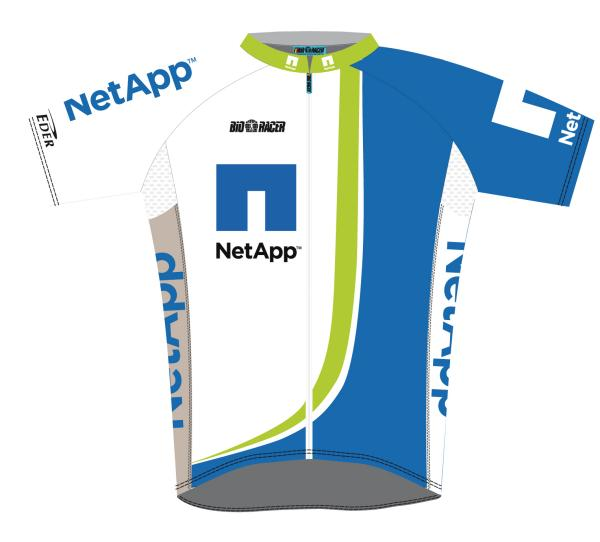
Das Team-Trikot der Saison 2011

## Abgänge – Zugänge
| Zugänge                  | Team 2010                    | Abgänge        | Team 2011                      |
| ------------------------ | ---------------------------- | -------------- | ------------------------------ |
| Steven Cozza             | Garmin-Transitions           | Huub Duyn      | Donckers Koffie-Jelly Belly    |
| Bartosz Huzarski         | ISD-Neri                     | Alex Meenhorst | Differdange-Magic-SportFood.de |
| Michael Bär              | Atlas Personal               | Bastien Delrot | Team Worldofbike.Gr            |
| Jesús del Nero           | Centro Ciclismo de Loulé     | Tassilo Fricke | Thüringer Energie Team         |
| Robert Retschke          | Continental Team Differdange |                |                                |
| David Hesselbarth        | Heizomat                     |                |                                |
| Leopold König            | PSK Whirlpool-Author         |                |                                |
| Daryl Impey (ab 20. Mai) | MTN Energade                 |                |                                |

## Mannschaft
| Fahrer              | Geburtsdatum      | Land               |              |
| ------------------- | ----------------- | ------------------ | ------------ |
| Michael Bär         | 12. März 1988     | Schweiz            |              |
| Jan Bárta           | 7. Dezember 1984  | Tschechien         |              |
| Eric Baumann        | 21. März 1980     | Deutschland        |              |
| Cesare Benedetti    | 3. August 1987    | Italien            |              |
| Dimitri Claeys      | 18. Juni 1987     | Belgien            |              |
| Steven Cozza        | 3. März 1985      | Vereinigte Staaten |              |
| Andreas Dietziker   | 15. Oktober 1982  | Schweiz            |              |
| Alexander Gottfried | 5. Juli 1985      | Deutschland        |              |
| David Hesselbarth   | 4. Juni 1988      | Deutschland        |              |
| Bartosz Huzarski    | 27. Oktober 1980  | Polen              |              |
| Daryl Impey         | 6. Dezember 1984  | Südafrika          |              |
| Leopold König       | 15. November 1987 | Tschechien         |              |
| Jesús del Nero      | 16. März 1982     | Spanien            |              |
| Robert Retschke     | 17. Dezember 1980 | Deutschland        |              |
| Andreas Schillinger | 13. Juli 1983     | Deutschland        |              |
| Daniel Schorn       | 21. Oktober 1988  | Österreich         |              |
| Michael Schwarzmann | 7. Januar 1991    | Deutschland        |              |
| Timon Seubert       | 23. April 1987    | Deutschland        |              |
| Stagiaires          | Stagiaires        | Nationalität       | Nationalität |
| Blaž Jarc           | Blaž Jarc         | Slowenien          |              |
| Stefan Schäfer      | Stefan Schäfer    | Deutschland        |              |

## Platzierungen in UCI-Ranglisten
UCI Africa Tour 2011
|     | Fahrer      | Punkte |
| --- | ----------- | ------ |
| 18. | Daryl Impey | 75     |

UCI Asia Tour 2011
|      | Fahrer          | Punkte |
| ---- | --------------- | ------ |
| 254. | Robert Retschke | 7      |
| 275. | Daryl Impey     | 6      |

UCI Europe Tour 2011
|       | Fahrer            | Punkte |
| ----- | ----------------- | ------ |
| 64.   | Leopold König     | 172    |
| 225.  | Jan Bárta         | 70     |
| 276.  | Bartosz Huzarski  | 57     |
| 303.  | Eric Baumann      | 53     |
| 309.  | Daniel Schorn     | 50     |
| 325.  | Timon Seubert     | 48     |
| 539.  | Daryl Impey       | 26     |
| 560.  | Andreas Dietziker | 24     |
| 731.  | Cesare Benedetti  | 14     |
| 1212. | Jesús Del Nero    | 2      |